# Урреа, Антонио
Антонио Урреа Эрнандес (англ. Antonio Urrea Hernandez; 18 февраля 1888 года — 15 ноября 1999 года) — испанский долгожитель. С 29 апреля 1999 года до своей смерти он был старейшим живущим мужчиной мира.

## Биография
Антонио родился 18 февраля 1888 года в Масарроне, Мурсия, Испания.
26 февраля 1914 года Антонио женился на Изабель Тоссас Бордановой, с которой поставил рекорд продолжительности брака в Испании, прожив вместе 81 год и 168 дней (их рекорд был побит в 2008 году). 13 августа 1995 года Антонио овдовел.
9 сентября 1997 года, после смерти Грегорио Мерино, Антонио стал старейшим живущим человеком в Испании. 28 августа 1998 года, после смерти Антонио Бальдо, Урреа стал старейшим живущим мужчиной Европы. В апреле 1999 года, после смерти Дэндзо Исидзаки, Урреа стал старейшим живущим мужчиной мира. 15 ноября того же года Антонио скончался. На момент смерти он являлся старейшим мужчиной, рождённым в Мурсии.